# جردن فیتزپاتریک
جردن فیتزپاتریک (انگلیسی: Jordan Fitzpatrick؛ زادهٔ ۱۵ ژوئن ۱۹۸۸) بازیکن فوتبال اهل بریتانیا است.
از باشگاه‌هایی که در آن بازی کرده‌است می‌توان به باشگاه فوتبال ولورهمپتون واندررز، باشگاه فوتبال هرفورد یونایتد، و باشگاه فوتبال ووستر سیتی اشاره کرد.